# Фрунзенська сільська рада (Генічеський район)
Фрунзенська сільська́ ра́да — адміністративно-територіальна одиниця та орган місцевого самоврядування в Генічеському районі Херсонської області. Адміністративний центр — село Азовське.

## Загальні відомості
Фрунзенська сільська рада утворена в 1937 році.
- Територія ради: 124,551 км²
- Населення ради: 3 089 осіб (станом на 2001 рік)

## Населені пункти
Сільській раді підпорядковані населені пункти:
- с. Азовське
- с. Придорожнє

## Склад ради
Рада складається з 20 депутатів та голови.
- Голова ради: Дурненко Юрій Миколайович
- Секретар ради: Гайдамака Тетяна Леонідівна

### Керівний склад попередніх скликань
| Прізвище, ім'я, по батькові | Основні відомості                                                         | Дата обрання | Дата звільнення |
| --------------------------- | ------------------------------------------------------------------------- | ------------ | --------------- |
| Дурненко Юрій Миколайович   | Сільський голова, 1963 року народження, член Народної партії              | 26.03.2006   | 31.10.2010      |
| Дурненко Юрій Миколайович   | Сільський голова, 1965 року народження, освіта вища, член Партії регіонів | 31.10.2010   |                 |

Примітка: таблиця складена за даними сайту Верховної Ради України

### Депутати
За результатами місцевих виборів 2010 року депутатами ради стали:

#### За суб'єктами висування
| Суб'єкт висування                 | Кількість обраних депутатів | %  |
| --------------------------------- | --------------------------- | -- |
| Партія регіонів                   | 13                          | 65 |
| Політична партія «Сильна Україна» | 4                           | 20 |
| Народна партія                    | 2                           | 10 |
| Комуністична партія України       | 1                           | 5  |

#### За округами
| № округу                          | Прізвище, ім'я, по батькові    | Дата визнання обраним | Освіта             | Партійна приналежність            | Відомості про обраного депутата                    |
| --------------------------------- | ------------------------------ | --------------------- | ------------------ | --------------------------------- | -------------------------------------------------- |
| Комуністична партія України       |                                |                       |                    |                                   |                                                    |
| 18                                | Шеремет Анатолій Дмитрович     | 05.11.2010            | середня спеціальна | член Комуністичної партії України | МГП Комунальник, директор                          |
| Народна Партія                    |                                |                       |                    |                                   |                                                    |
| 3                                 | Кучеров Олександр Анатолійович | 05.11.2010            | середня спеціальна | позапартійний                     | ТОВ Дніпро, електрик                               |
| 14                                | Гейса Зоряна Валеріївна        | 05.11.2010            | середня спеціальна | позапартійна                      | Фрунзенська амбулаторія, медсестра                 |
| Партія регіонів                   |                                |                       |                    |                                   |                                                    |
| 1                                 | Іваненко Галина Григорівна     | 05.11.2010            | середня спеціальна | член Партії регіонів              | МГП Комунальник, головний бухгалтер                |
| 2                                 | Гайдамака Тетяна Леонідівна    | 05.11.2010            | середня спеціальна | член Партії регіонів              | Фрунзенська сільська рада, секретар                |
| 4                                 | Тютюник Світлана Іванівна      | 05.11.2010            | середня спеціальна | позапартійна                      | ТОВ Дніпро, завідувачка сада                       |
| 5                                 | Кунцавська Інна Вікторівна     | 05.11.2010            | середня спеціальна | член Партії регіонів              | Фрунзенська сільська рада, інспектор по субсидіям  |
| 6                                 | Глушко Наталя Андріївна        | 05.11.2010            | вища               | член Партії регіонів              | Фрунзенська загальноосвітня школа, вчитель         |
| 7                                 | Сажнєва Олена Іванівна         | 05.11.2010            | вища               | член Партії регіонів              | ТОВ Дніпро, ваговий                                |
| 8                                 | Скрипка Василь Миколайович     | 05.11.2010            | середня спеціальна | позапартійний                     | ТОВ Дніпро, завідувач гаража                       |
| 10                                | Павшук Олена Володимирівна     | 05.11.2010            | вища               | позапартійна                      | Фрунзенська сільська рада, землевпорядник          |
| 11                                | Прокоф'єв Олександр Іванович   | 05.11.2010            | середня спеціальна | позапартійний                     | пенсіонер                                          |
| 13                                | Іваненко Любов Володимирівна   | 05.11.2010            | середня спеціальна | позапартійна                      | Фрунзенська сільська рада, бухгалтер               |
| 15                                | Коваль Наталя Леонідівна       | 05.11.2010            | середня спеціальна | позапартійна                      | ТОВ Дніпро, робітник сада                          |
| 17                                | Кашпуренко Ольга Анатоліївна   | 05.11.2010            | середня спеціальна | позапартійна                      | Фрунзенська амбулаторія, медсестра                 |
| 20                                | Сажнєв Андрій Юрійович         | 05.11.2010            | вища               | позапартійний                     | Стокопанська ветеринарна дільниця, лікар-ветеринар |
| Політична партія «Сильна Україна» |                                |                       |                    |                                   |                                                    |
| 9                                 | Носаненко Олена Вікторівна     | 05.11.2010            | середня спеціальна | позапартійна                      | Генічеська ЦРЛ, медсестра                          |
| 12                                | Скрипник Лариса Миколаївна     | 05.11.2010            | вища               | член Партії регіонів              | Фрунзенська загальноосвітня школа, вчитель         |
| 16                                | Демідова Оксана Миколайвна     | 05.11.2010            | середня спеціальна | позапартійна                      | Ірунзенська ветеренарна дільниця, завідувачка      |
| 19                                | Бірюков Максим Олександрович   | 05.11.2010            | вища               | позапартійний                     | Фрунзенський Будинок культури, керівник гуртка     |